# Гелен Дорч-Лонґстріт
Гелен Дорч-Лонґстріт (20 квітня 1863 — 3 травня 1962), відома як «Леді, що бореться» за зусилля зі збереження довкілля та громадянські права — американська активістка, феміністка, бібліотекарка, репортерка, редакторка, видавниця та бізнес-менеджерка. Перша жінка, яка домоглася державної посади в штаті Джорджія. Відома роботою меморіалістки та поштарки.
Своїми енергійними публікаціями Дорч-Лонґстріт зробила цінну послугу першій кампанії губернатора Вільяма Єйтса Аткінсона. Її бурхлива боротьба за право жінок обіймати посаду Державного бібліотекаря, стала першим успішним рухом у штаті Джорджія, спрямованим на руйнування забобонів щодо жінок, які мають високі політичні посади.
Гелен Дорч-Лонґстріт була власницею і редакторкою двох тижневих видань, віцепрезидентом Georgia Weekly Press Association, секретаркою Жіночого пресклубу та помічницею бібліотекаря штату Джорджія. Очолюючи рух за відкриття Університету Джорджії для жінок, Лонґстріт була прихильницею сучасної промислової освіти та цікавилася просуванням можливостей для жінок свого штату та країни.

## Життєпис

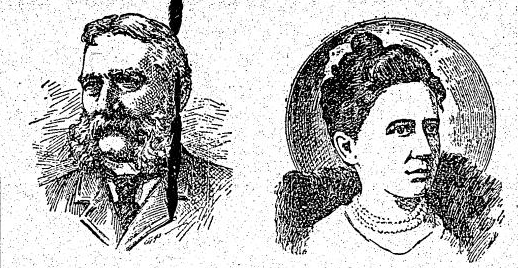
Гелен Дорч із чоловіком

Народилася в Карнсвілі, штат Джорджія, 20 квітня 1863 року в родині зі старої Північної Кароліни, знаної в політичній і військовій історії. Батько Джеймс Дорч був юристом у північно-східній частині штату,  також редагував видання Карнесвільська трибуна. Батько керував освітою Гелен, роблячи акцент на юридичній і художній літературі, і вона виросла соратницею батька.
Відвідувала семінарію Гейнсвілла (нині університет Бренау) протягом року. 1885 року повернулась додому і почала видавати «Трибуну», батько залишився редактором. Повернулася до навчання у 1887–89 в Notre Dame of Maryland University.

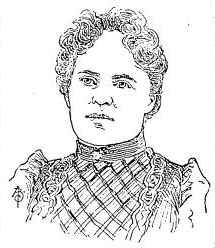
Гелен Дж. Дорч, 1891

8 вересня 1897 року 34-літня Гелен Дорч одружилася з 76-літнім Джеймсом Лонґстрітом. Дітей не мала й овдовіла 1904 року.

## Діяльність
Гелен Дорч-Лонґстріт стала власницею Трибуни 1888 року, у 17-літньому віці. Замінила обладнання на нове та вдосконалене, а тиражі випусків збільшила до тисяч екземплярів. Працювала друкаркою, редакторкою та менеджеркою бізнесу, вимагала підписати округ для передплатників, бо не змогла найняти жодного, хто б це зробив для неї. Починаючи роботу 17-річною, Лонґстріт боролася з бойкотами та противниками Альянсу та подолала південно-американські забобони щодо жінок, що принижували їхній інтелект у діловому світі. Пропрацювавши два роки, вирушила до Балтімору, штат Мериленд, де навчалася два роки в школі Нотр-Дам. Відновила роботу над «Трибуною» у червні 1890 року.

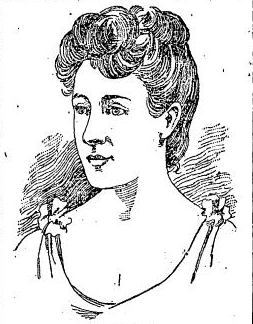
Гелен Дорч, 1892

У жовтні 1894 року Дорч-Лонґстріт, редакторка тогочасної «Milledgeville Chronicle», стала приватною секретаркою губернатора Аткінсона.
Гелен Дорч-Лонґстріт була першою жінкою в Джорджії, яка працювала помічницею державного бібліотекаря 1894 року. Написала «Біт про Дорч», який став законом 1896 року, що дозволив жінкам обіймати посаду державної бібліотекарки.
1905 року задокументувала розповідь свого чоловіка про Громадянську війну, опублікувавши книгу Лі та Лонґстріт під час Гайдена. Близько 1911 року виступала проти плану Джорджія Павер побудувати серію гідроелектричних дамб по первісній течії річки Таллула, особливо занепокоєна можливим впливом на ущелину Таллула. Її кампанія, попри невдачу, була одним із перших рухів за збереження природи в Джорджії.
Під час Другої світової Дорч-Лонґстріт була клепальницею Розі на заводі Bell Aircraft в Атланті. Вона сказала: «Я була на чолі свого класу в клепальній школі. Насправді я була єдиною у ньому».
Гелен Дорч-Лонґстріт була політичною активісткою: стала членом Прогресивної партії та підтримала Теодора Рузвельта, коли він програв республіканську номінацію Вільяму Тафту 1912 року. Була делегаткою конгресу Прогресивної партії в 1912 році. Провела кампанію для реєстрації губернатора штату Джорджія проти Германа Толмаджа 1950 року.
Отримала низку відзнак. 1947 року стала першою жінкою, яка розмістила свій портрет у Капітолії штату. Коли 1993 року нарешті був створений державний парк ущелини Таллула, це було зроблено на честь Гелен Дорч-Лонґстріт, а 1999 року стежки в парку були названі «Системою стежок Гелен Дорч-Лонґстріт».

## Вибрані твори
- Лі та Лонгстріт у відливі: Геттісбург у світлі офіційних записів, 1902 рік
- Колекція Олени Дортч Лонгстріт, 1904—1941
- Лонґстріт, Helen Dortch Papers, 1904—1963
- Олена Дорч Лонґстріт, близько 1911—1913 років
- На шляху Лі «Старий воєнний кінь», 1917 рік
- Трагедія нового рабства, 1917 рік
- Колекція фотографій Хелен Дорч Лонґстріт, [ca. 1920—1940].
- Слід моторошників у Гейнсвіллі, штат Каліфорнія, Поштове відділення, 1922 р. (?)
- Великий американець: генерал Джеймс Лонґстріт, 1953 рік
- Лі та Лонґстріт у відливі, 1969